# NN-321
La carretera NN‑321 es una vía departamental secundaria ubicada en el departamento de Chinandega, en el occidente de Nicaragua. Tiene una longitud de 13.22 kilómetros y conecta el sector de El Marimbero, en el límite municipal entre Villanueva y Somotillo, con la comunidad de El Platanal, perteneciente al municipio de Villa Nueva. Esta carretera fue construida entre 2017 y 2018 para fortalecer la conectividad vial rural en la región fronteriza y facilitar el transporte agrícola.

## Trazado y cruces
La siguiente tabla muestra su recorrido, localidades y principales conexiones:
| km    | Localidad                           | Departamento | Conexión / Ruta |
| ----- | ----------------------------------- | ------------ | --------------- |
| 0.0   | El Marimbero                        | Chinandega   |                 |
| 7.1   | Comunidad intermedia                | Chinandega   |                 |
| 13.22 | El Platanal (Empalme a El Platanal) | Chinandega   |                 |